# Аукштояс
Аукшто́яс (лит. Aukštojas; Аукшта́сис-ка́лнас (лит. Aukštasis kalnas), букв. «Высокая гора») — холм, наивысшая точка Литвы. Высота над уровнем моря — 293,84 м. Находится на юго-востоке Литвы, в 23,5 км от Вильнюса и 3,5 км от деревни Медининкай на границе с Белоруссией.
Рядом находится гора Юозапине (293,60 м, другие источники 292,83 м), которую раньше считали самой высокой точкой Литвы.
Имя дано холму в 2005 году. 18 ноября 2005 года вышло постановление Nr. T3-329 муниципального совета Вильнюса, которое гласит:

Утвердить для высочайшей точки Литовской Республики (293,84 м над уровнем моря), находящейся близ холма Юозапине Мядининкского староства Вильнюсского района название — Аукштояс.
Оригинальный текст (лит.)Patvirtinti Lietuvos Respublikos aukščiausios žemės paviršiaus vietos (293,84 m virš jūros lygio), esančios Juozapinės k., Medininkų sen., Vilniaus r., pavadinimą — Aukštojas.
Aukštojas — имя старейшего бога балтов.